# Орбели
Орбели е династия на арменски дейци на науката и културата, известна от 12 век. Няколко поколения от представители на този род са живели в Руската империя и СССР, внасяйки забележителен принос в руската култура и наука. Някои от изтъкнатите представители на династията са:
- Орбели, Йосиф Абгарович (1887 - 1861) – арменски и съветски учен-изтоковед, академик на АН на СССР,

директор на Ермитажа в Петроград (1934 - 1951), академик на АН на Арм. ССР и пръв председател на тази академия (1943 - 1951), декан на Източния факултет на Ленинградския държавен университет (1955 - 1960), завеждащ ленинградския отдел на Института на народите от Азия на АН на СССР. Основните му изследвания са посветени на историята и средновековната култура на Близкия изток, арменската епиграфия и епос, кюрдския език, архитектурата на Грузия и Армения. Награждаван е два пъти с ордена Ленин и много други международни награди.
- Орбели, Леон Абгарович (1882 - 1958) – арменски и съветски учен-физиолог, академик на АН на СССР,

един от основоположниците на еволюционната физиология.
- Орбели, Рубен Абгарович (1880 - 1943) – арменски и съветски учен, един от основателите на подводната археология (хидроархеология) в СССР.